# Simulium croaticum
Simulium croaticum är en tvåvingeart som först beskrevs av Baranov 1937.  Simulium croaticum ingår i släktet Simulium och familjen knott. Inga underarter finns listade i Catalogue of Life.